# Спрінгвейл (округ Колумбія, Вісконсин)
Спрінгвейл (англ. Springvale) — місто (англ. town) в США, в окрузі Колумбія штату Вісконсин. Населення — 539 осіб (2020).

## Демографія
Згідно з переписом 2010 року, у місті мешкало 520 осіб у 202 домогосподарствах у складі 157 родин. Було 224 помешкання
Расовий склад населення:
| - 97,9 % — білих - 0,8 % — вихідців з тихоокеанських островів - 0,2 % — корінних американців - 0,2 % — азіатів |

До двох чи більше рас належало 0,8 %. Частка іспаномовних становила 1,2 % від усіх жителів.
За віковим діапазоном населення розподілялося таким чином: 25,2 % — особи молодші 18 років, 59,4 % — особи у віці 18—64 років, 15,4 % — особи у віці 65 років та старші. Медіана віку мешканця становила 45,1 року. На 100 осіб жіночої статі у місті припадало 108,0 чоловіків;  на 100 жінок у віці від 18 років та старших — 110,3 чоловіків також старших 18 років.
Середній дохід на одне домашнє господарство  становив 75 338 доларів США (медіана — 67 000), а середній дохід на одну сім'ю — 72 370 доларів (медіана — 71 250). Медіана доходів становила 47 250 доларів для чоловіків та 42 083 долари для жінок. За межею бідності перебувало 12,2 % осіб, у тому числі 26,4 % дітей у віці до 18 років та 5,5 % осіб у віці 65 років та старших.
Цивільне працевлаштоване населення становило 341 особа. Основні галузі зайнятості: освіта, охорона здоров'я та соціальна допомога — 16,7 %, будівництво — 15,8 %, виробництво — 12,6 %, сільське господарство, лісництво, риболовля — 10,6 %.